# Listă de formații anarcho-punk
Aceasta este o listă de formații anarcho-punk, inclusiv formații anarhiste  catalogate ca crust punk, D-beat, hardcore punk și folk punk.

## A
- A//Political
- Adhesive
- Against All Authority
- Against Me!
- Amebix
- Amen
- Anima Mundi
- Anthrax
- Anti-Cimex
- Anti-Flag
- Anti-Product
- Antischism
- Antisect
- Anti-System
- The APF Brigade
- The Apostles
- Armistice
- Assück
- Atari Teenage Riot
- Aus-Rotten
- Autumn Poison
- Avskum
- ABC Weapons (Australia)

## B
- Blackbird Raum
- Blakelock
- Blatz
- Blyth Power
- Bus Station Loonies

## C
- Capitalist Casualties
- Catastrophists
- Caustic Christ
- Closet Monster
- Concrete Sox
- Choking Victim
- Chumbawamba
- Citizen Fish
- Code 13
- Conflict
- The Cooters
- Crass
- Cress
- Crucifix
- Crucifucks
- Culture Shock

## D
- Death Toll
- Defiance, Ohio
- DIRT
- Discharge
- Disorder
- Disrupt
- Disrupters
- D.O.A.
- Doom
- Dropdead
- Dystopia

## E
- Edgar Broughton Band (Parlez-Vous English)
- The Ex
- Exitstance
- The Exploited
- Extinction of Mankind

## F
- The Feederz
- The Fartz
- Fatal Microbes
- Fleas and Lice
- Fleshies
- Flux of Pink Indians

## G
- Ghost Mice

## H
- Hagar the Womb
- Heart Attack
- The Hope Bombs
- Hydra
- Hevn
- HUL

## I
- Icons of Filth
- Iskra

## J
- Johnny Hobo and the Freight Trains

## K
- Kaaos
- Karma Sutra
- Kronstadt Uprising
- KUKL

## L
- Leftöver Crack
- Lesser of Two
- Liberty (formație)
- Lost Cherrees
- Love Over Law
- Lower 48

## M
- Millions of Dead Cops
- Mischief Brew
- The Mob
- Middle Class Mischief Arhivat în 25 februarie 2014, la Wayback Machine.

## N
- Naked Aggression
- Nausea

## O
- Oi Polloi
- Omega Tribe

## P
- Pennywise
- Petrograd
- Phobia
- Picture Frame Seduction
- The Pinkerton Thugs
- Poison Girls
- Political Asylum
- The Pop Group
- The Proletariat
- Propagandhi
- Pisschrist (Australia)
- Permaculture (Boston, USA)

## R
- Randy (Sweden)
- RIOT 111
- Riot/Clone
- Rubella Ballet
- Rudimentary Peni
- RIP

## S
- Sedition
- Sex Pistols
- The Shizit
- Sin Dios
- Skitsystem
- Sore Throat
- Stalag 17
- Star Fucking Hipsters
- Strike Anywhere
- Subhumans
- Stickmen With Rayguns
- Severed Head of State

## T
- Thatcher On Acid
- This Bike is a Pipe Bomb
- Toxic Narcotic
- Toxic Waste
- Tragedy
- T.S.O.L.

## U
- The Unseen

## V
- Virus (1980s UK band)

## W
- Wolfbrigade (formerly Wolfpack)
- Witch Hunt
- Wizo (Deutsch Punk)
- Włochaty
- World/Inferno Friendship Society

## Y
- Youth in Asia

## Z
- Zegota
- Zounds